# Heterophrynus guacharo
Espèce
Heterophrynus guacharo est une espèce d'amblypyges de la famille des Phrynidae.

## Distribution
Cette espèce est endémique du département de Huila en Colombie.. Elle se rencontre dans la grotte Cueva del Indio dans le parc national naturel Cueva de los Guácharos.

## Étymologie
Son nom d'espèce lui a été donné en référence au lieu de sa découverte, le parc national naturel Cueva de los Guácharos.

## Publication originale
- Armas, 2015 : Una especie nueva de Heterophrynus Pocock, 1894 (Amblypygi: Phrynidae) del suroeste de Colombia. Revista Iberica de Aracnologia, vol. 27, p. 95-98.